# کلیسای گریگور روشنگر مقدس (تسووارار)
کلیسای گریگور روشنگر مقدس (ارمنی: Սուրբ Գրիգոր Լուսավորիչ եկեղեցի؛ ) یک کلیسا متعلق به کلیسای حواری ارمنی واقع در شهر تسوواسار، استان گغارکونیک ارمنستان می‌باشد. ساخت و ساز این ساختمان در سده ۹ام میلادی؛ به پایان رسید. این بنا به سبک معماری ارمنی طراحی شده است.

## نگارخانه

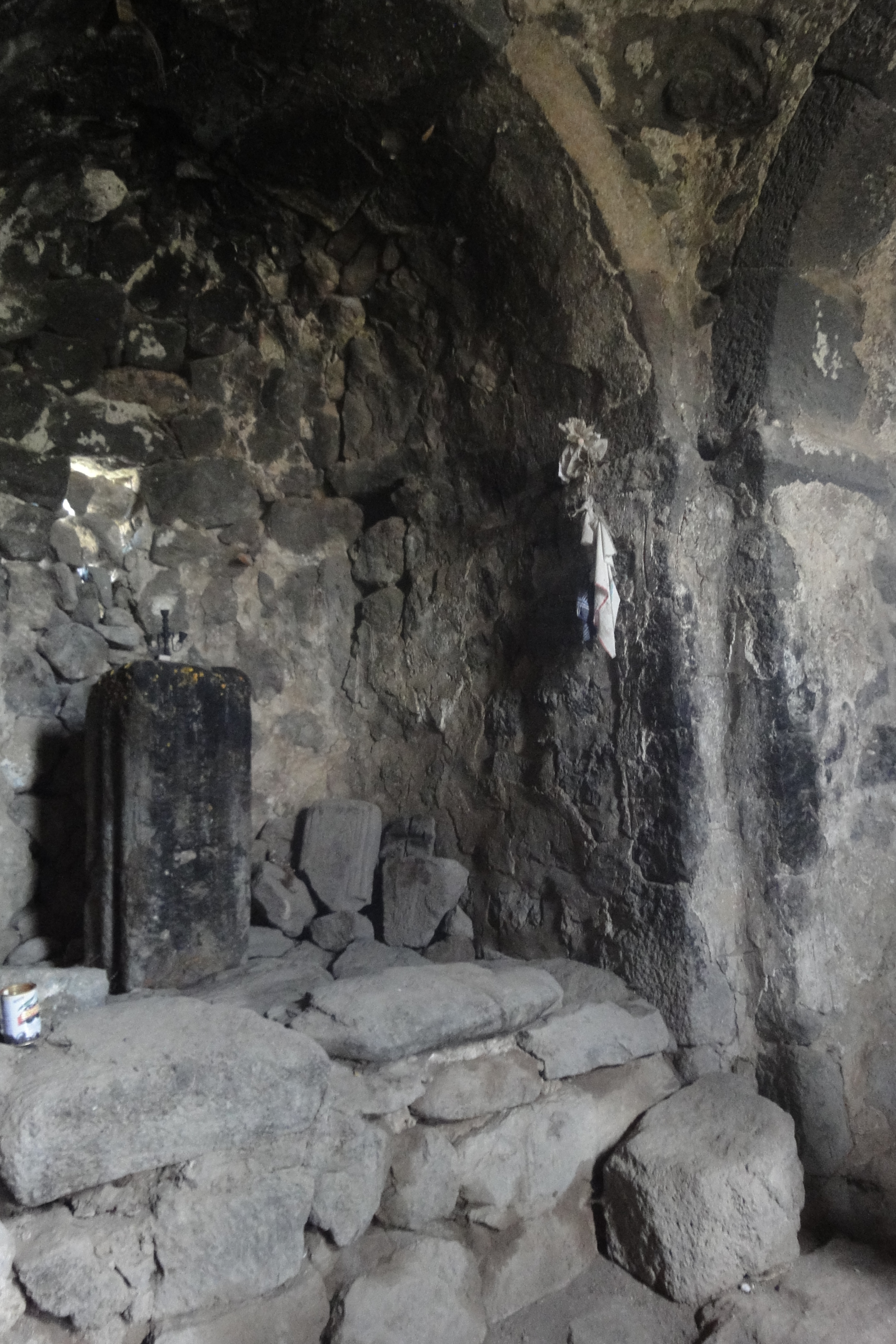
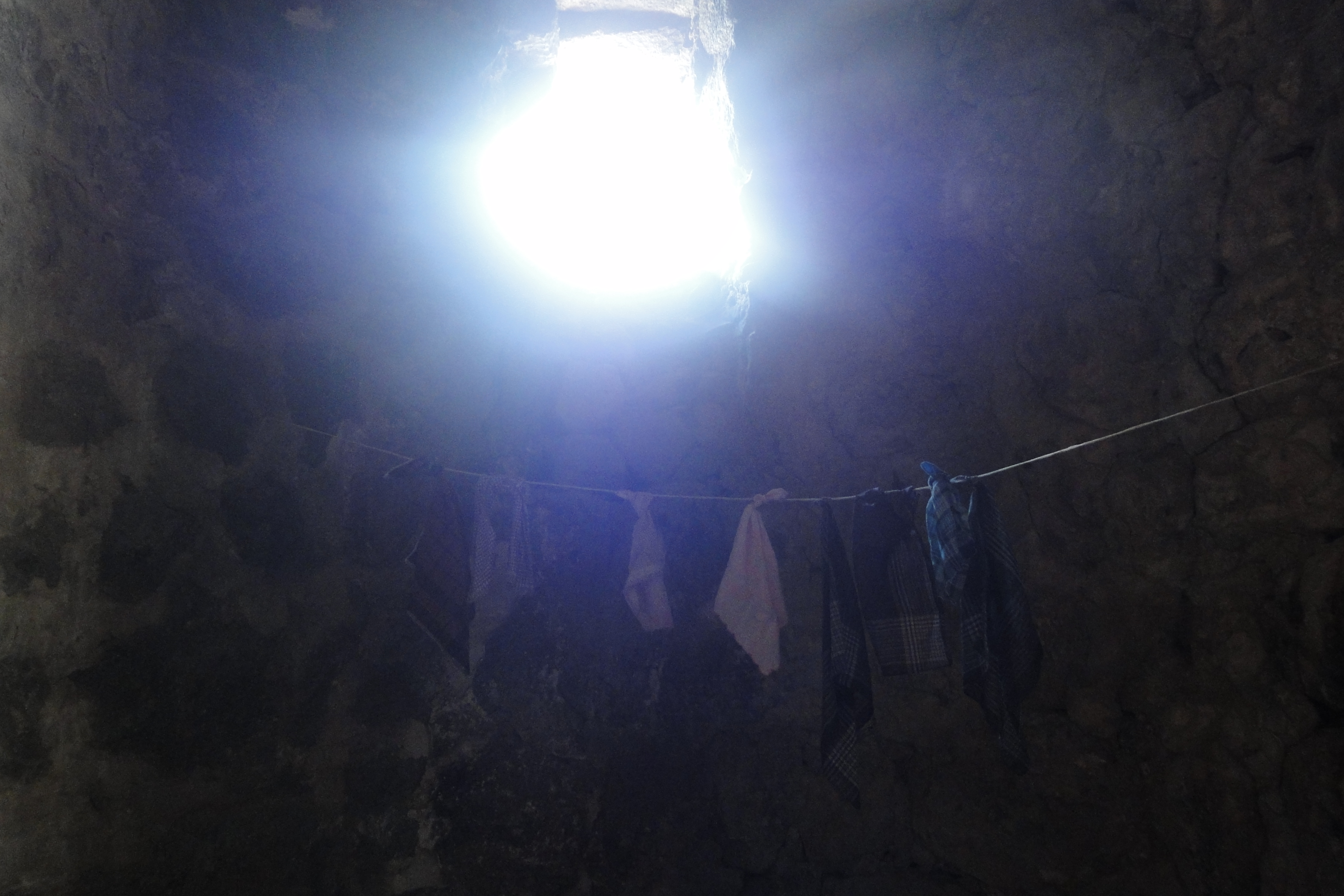
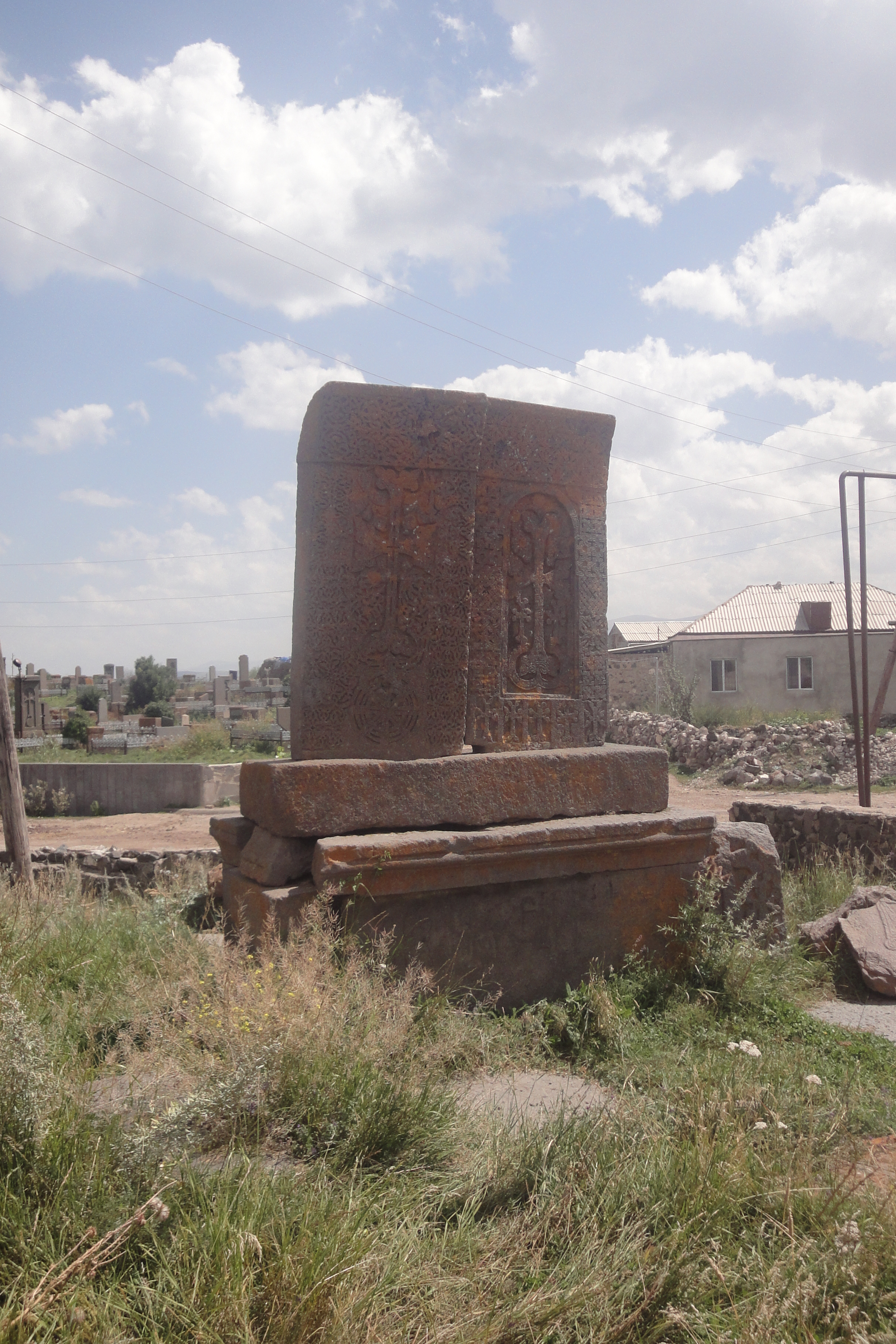
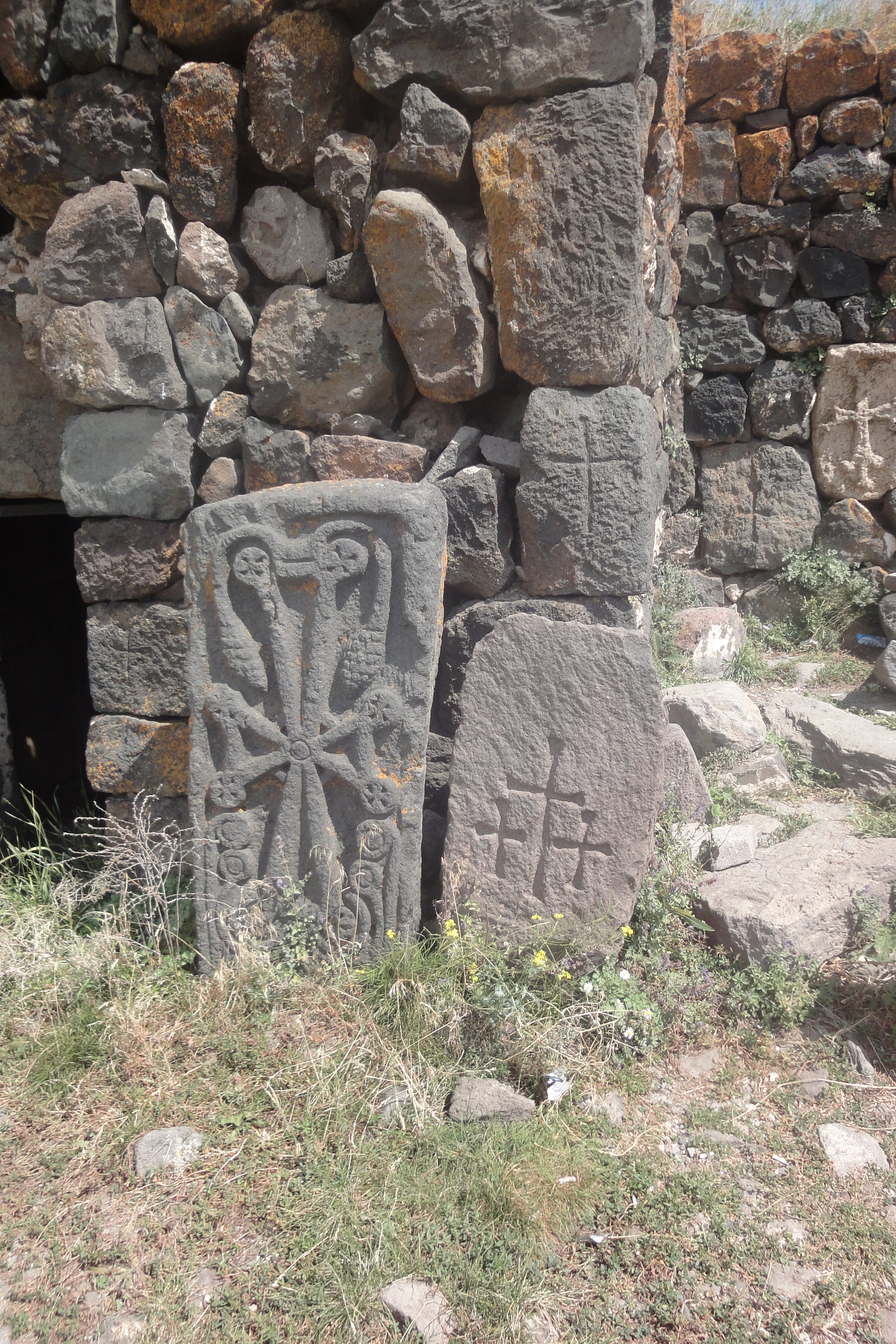
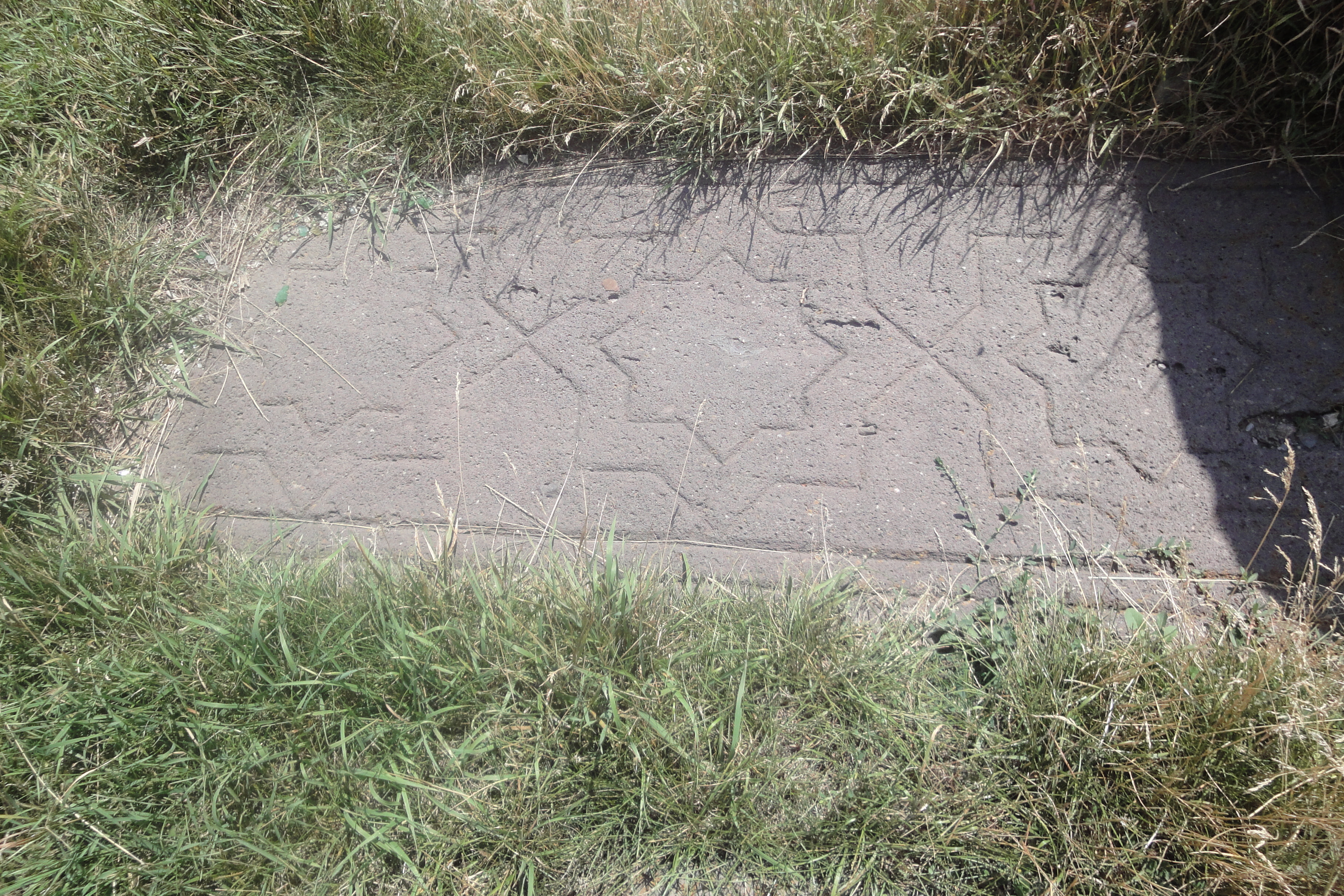
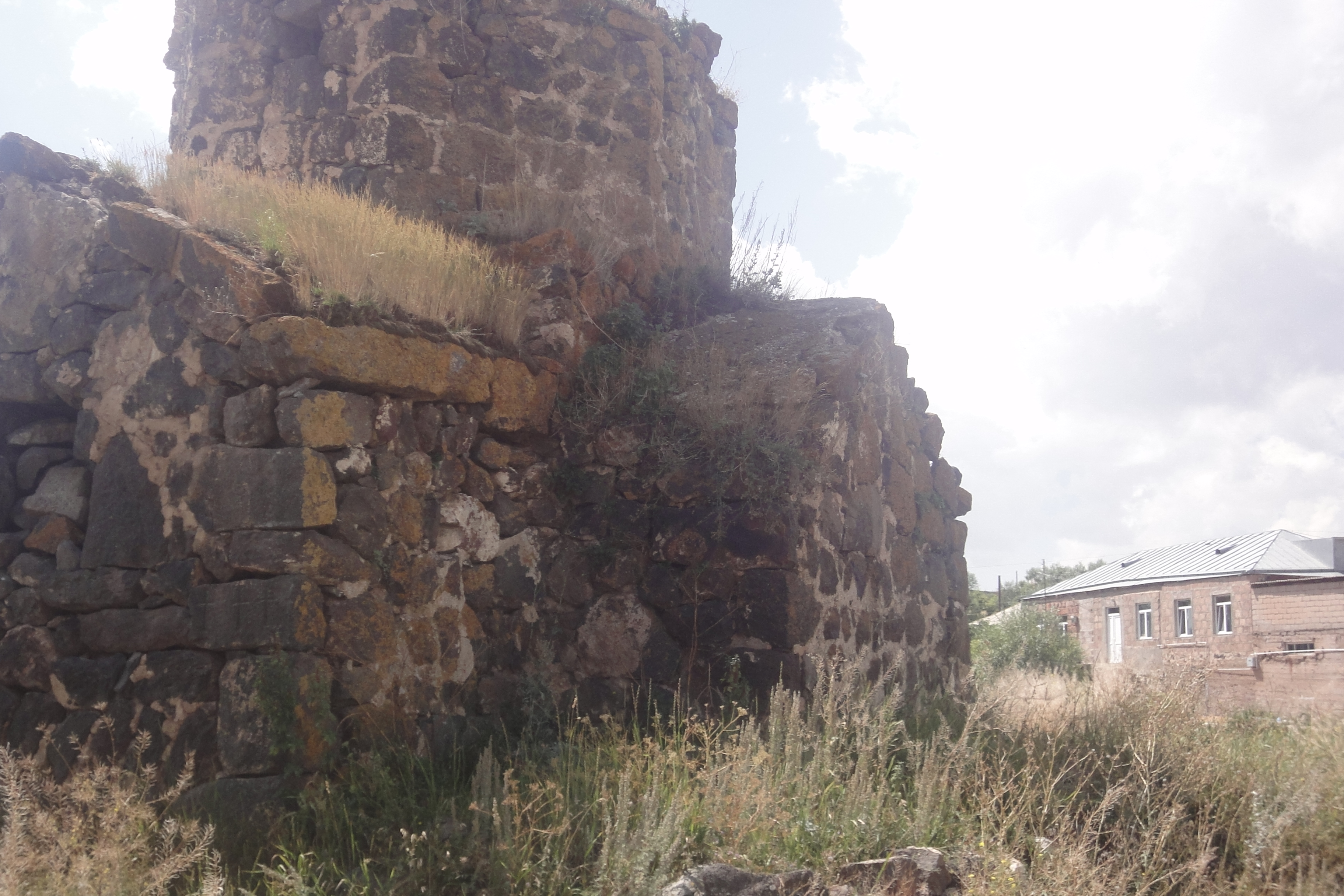